# Фролово (Хиславичский район)
 Фролово— посёлок в Смоленской области России, в Хиславичском районе. Население – 404 жителя 2007 год. Расположен в юго-западной части области в 2,5 км к северу от Хиславичей, на правом берегу реки Сож. Входит в состав Хиславичского городского поселения.

## Экономика
Фроловский спиртзавод  , начальная школа.

## Достопримечательности
Курганы в 0,7 км к северо-западу от деревни Фролово на склоне правого коренного берега реки Сожа среди пашни в количестве 17 насыпей формы сегмента шара, из них 11 повреждены либо ямами, либо распаханы. Хорошо сохранилось 6 курганов высотой от 1 м до 3 м при диаметре от 6 м до 17 м. Курганы не раскапывались, но судя по их форме и расположению, видимо, они возводились в Х – XII вв.